# Adil Giray

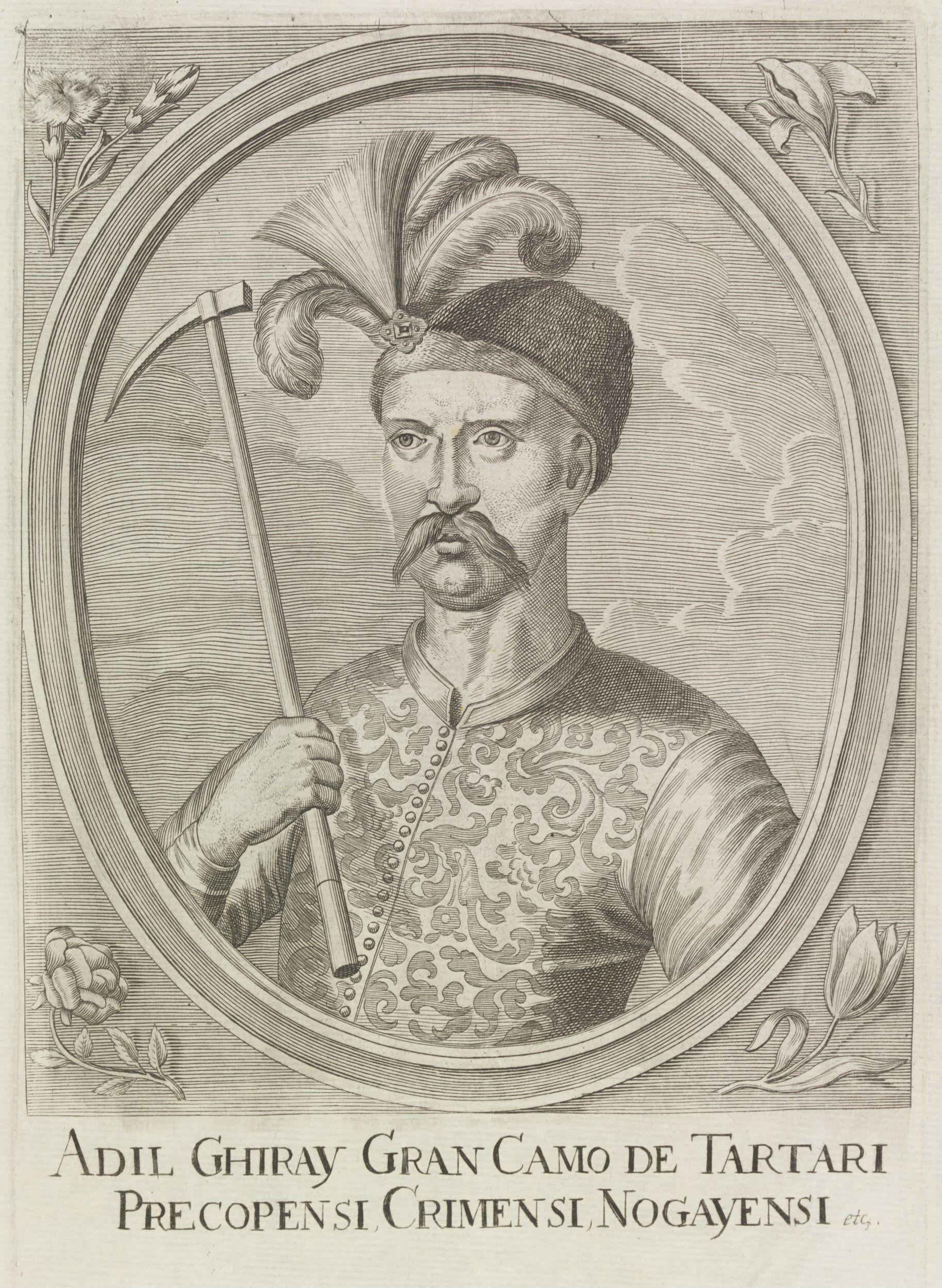
Adil Giray in einem Druck (1670) von Moritz Lang (1647–1700)

Adil Giray (krimtatarisch: Adil Geray, عادل كراى‎; 1617–1672) war von 1666 bis 1671 Herrscher des Krimkhanats. Er trug den Beinamen Çoban (abwertend, türkisch, auf Deutsch: Hirte), der auf seine Herkunft aus einem unehelichen Zweig der Dynastie Giray hinweist. Ein Namensvetter ist der Kalga (ranghöchster Amtsträger nach dem Khan) und Bruder von Mehmed II. Giray, der 1579 in iranischer Gefangenschaft hingerichtet wurde.

## Leben
Adil Giray war ein Sohn von Devlet Giray. Dieser hatte mit dem Antritt seines Amtes als Nureddin unter Mehmed III. Giray seinen Namen von Çoban Mustafa in Devlet Giray geändert. Bei diesem Ereignis wurden auch seine Söhne umbenannt. Culboldu hieß fortan Adil Giray, sein Bruder Kulboldu hingegen Fatih Giray. Die Nebenlinie Čoban Girāylar entstand aus einem unehelichen Kind des Kalga Fetḥ Girāy und einer Tochter eines polnischen Bojaren, die gegen ein Lösegeld in ihre Heimat zurückgebracht worden war. Auf dem Weg dorthin gebar diese einen Sohn, den späteren Devlet Giray. Fetḥ Girāy erkannte den Jungen nicht an und versuchte, ihn töten zu lassen. Daraufhin wurde er in Moldau versteckt und nach dem Tod von Fetḥ Girāy 1596 auf die Krim gebracht. Der Zweig war unter den Tataren unbeliebt und wurde weitgehend von den übrigen Familienmitgliedern und der tatarischen Aristokratie als illegitim betrachtet.
Am 10. März 1666 wurde Adil Giray durch das Osmanische Reich als Khan eingesetzt, woraufhin er sich ins Khanat begab. Er folgte auf Mehmed IV. Giray, dessen Sturz nach Josef Matuz maßgeblich auf Betreiben Islam Agas zurückzuführen ist, da Mehmed seinen Vater Sefer Gazi – der einen hohen Ministerposten (Bas-Aga) innehatte – hatte hinrichten lassen. Die erste Frau Adil Girays, Zeyneb. war wiederum eine Tochter von Sefer Gazi, was die Wahl Adil Girays beeinflusst haben wird.
Nach Herrschaftsantritt ernannte er Islam Aga zum Bas-Aga. Adil Giray war insbesondere beim Clan Şirin unbeliebt, möglicherweise aufgrund seiner Herkunft. Das veranlasste ihn dazu, jenen mit Hilfe seines Bas-Aga zu unterdrücken. Nachdem führende Angehörige der Familie aus dem Reich geflohen waren, erreichten sie bei der Hohen Pforte einen Befehl an Adil Giray, die Verfolgung einzustellen. Sie brachten Adil Giray sogar dazu, seinen Bas-Aga hinrichten zu lassen (zwischen Sommer 1667 und Winter 1669). Er führte eine (insbesondere zu Lebzeiten seines ersten Bas-Aga) friedliche, polenfreundliche Außenpolitik, die zunehmend im Gegensatz zum Bestreben des Osmanischen Reichs stand. Konträr zum osmanischen Großwesir Köprülü Fâzıl Ahmed Pascha, der Petro Doroschenko favorisierte und 1668 die Rechtsufrige Ukraine protektorierte, unterstützte Adil Giray gegen Mahnungen der Hohen Pforte Mychajlo Chanenko, was schließlich 1671 zur Absetzung von Adil Giray und Einsetzung von Selim Giray führte. Jenen hatte wiederum Adil Giray in Selims Kindheit versucht umzubringen. Er fand jedoch Schutz bei den Şirin. Nach Adil Giray erlangte kein Mitglied der Çoban noch öffentliche Ämter. Auch bestritten die folgenden Khane die königliche Herkunft des Zweiges.